# Signes (Var)
Pour les articles homonymes, voir Signes.
Signes est une commune française située dans le département du Var dont elle est la plus étendue, en région Provence-Alpes-Côte d'Azur.
Située au pied du massif de la Sainte-Baume, Signes est membre de la communauté d'agglomération Sud Sainte Baume.
Signes se nomme Signo en provençal (Sinha selon la  graphie occitane classique).
Les habitants de Signes sont les Signois.

## Géographie

### Géologie et relief
Signes se situe dans une petite plaine aux riches cultures, encadrée de hautes collines et montagnes couvertes de garrigue et de forêts, et traversée par le canal de Provence. Cette plaine est une formation karstique particulière et forme avec la plaine de Chibron à l'ouest, un double poljé.
Les hauteurs principales sont : au nord-ouest, le signal de la Sainte-Baume (1 148 m), le Mourre d'Agnis (919 m) ; au sud, le Pou de Veze (800 m) et la Limatte (811 m) sur le massif de Siou-Blanc.

### Sismicité
La commune est située dans une zone de sismicité faible.

### Hydrographie
Second fleuve en importance du département du Var, le Gapeau prend sa source dans la plaine de Signes à 2 kilomètres à l'est du village.
Le ruisseau du Latay (pron. Lataï), qui descend des contreforts de la Sainte-Baume, contourne le village par l'ouest, puis traverse la plaine d'ouest en est pour se jeter dans le Gapeau à la sortie de la plaine. On doit noter qu'au confluent le Latay a derrière lui un parcours nettement plus long que le Gapeau, mais son débit trop faible et surtout irrégulier le classe affluent du Gapeau.
Le Raby est un ruisseau intermittent qui prend sa source à mi-hauteur du vallon de Lavène et traverse le village avant de se jeter dans le Latay
La commune de Signes est membre du Syndicat mixte du bassin versant du Gapeau (SMBVG), qui a pour missions l’entretien, la restauration et l’aménagement des rivières du bassin versant du Gapeau, l’amélioration de la qualité des eaux, l’entretien des ripisylves, la gestion et la prévention du risque inondation.

### Communes limitrophes
| Plan-d'Aups-Sainte-Baume | Mazaugues   | La Roquebrussanne      |
| Cuges-les-Pins, Riboux   | Signes      | Méounes-lès-Montrieux  |
| Le Castellet             | Le Beausset | Solliès-Toucas, Évenos |

### Climat
Pour des articles plus généraux, voir Climat de Provence-Alpes-Côte d'Azur et Climat du Var.
En 2010, le climat de la commune est de type climat méditerranéen franc, selon une étude du Centre national de la recherche scientifique s'appuyant sur une série de données couvrant la période 1971-2000. En 2020, Météo-France publie une typologie des climats de la France métropolitaine dans laquelle la commune est exposée à un climat méditerranéen et est dans la région climatique  Provence, Languedoc-Roussillon, caractérisée par une pluviométrie faible en été, un très bon ensoleillement (2 600 h/an), un été chaud (21,5 °C), un air très sec en été, sec en toutes saisons, des vents forts (fréquence de 40 à 50 % de vents > 5 m/s) et peu de brouillards. 
Pour la période 1971-2000, la température annuelle moyenne est de 13,5 °C, avec une amplitude thermique annuelle de 15,9 °C. Le cumul annuel moyen de précipitations est de 786 mm, avec 6,1 jours de précipitations en janvier et 1,9 jours en juillet. Pour la période 1991-2020, la température moyenne annuelle observée sur la station météorologique de Météo-France la plus proche, « Le Castellet », sur la commune du Castellet à 12 km à vol d'oiseau, est de 13,7 °C et le cumul annuel moyen de précipitations est de 689,7 mm. 
La température maximale relevée sur cette station est de 37,1 °C, atteinte le 5 août 2017 ; la température minimale est de −11 °C, atteinte le 7 mars 1971,,. 
Les paramètres climatiques de la commune ont été estimés pour le milieu du siècle (2041-2070) selon différents scénarios d'émission de gaz à effet de serre à partir des nouvelles projections climatiques de référence DRIAS-2020. Ils sont consultables sur un site dédié publié par Météo-France en novembre 2022.

### Voies de communications et transports

#### Voies routières
La commune de Signes est traversée d'ouest en est par la route départementale 2 du Var, qui permet de rejoindre :
- vers l'ouest, le Camp du Castellet et La Ciotat ;
- vers l'est, Méounes-lès-Montrieux et Brignoles.

Deux embranchements complètent cette desserte :
- à l'ouest, la D 402 vers la zone d'activité de Signes et le circuit du Castellet ;
- à l'est, la D 202 vers Belgentier et Solliès-Pont.

#### Transports en commun
Signes est desservi par :
- deux lignes départementales d'autocars « Zou ! 83 » (ex-Varlib) :
  - L888 Signes ↔ Le Beausset ↔ Toulon
  - L8822 Signes ↔ Le Beausset ↔ La Seyne-sur-Mer

(horaires scolaires, accès tous voyageurs)
- deux lignes de bus de la communauté d'agglomération Sud-Sainte-Baume : 
  - L42, vers Bandol (ligne scolaire, accès tous voyageurs)
  - L29, vers Le Beausset (ligne scolaire, accès tous voyageurs)

Aucun horaire de bus durant la période de l'été (juillet et août) proposé par les deux Autorités Organisatrices des Transports (AOT) Zou ! 83 » (ex-Varlib) et Sud-Sainte-Baume.
8 arrêts se situent sur la Commune dont une gare routière avec deux quais.
Les gares ferroviaires les plus proches sont celles de Saint-Cyr-Les Lecques-La Cadière (à 22 km) et de La Ciotat (à 25 km) pour la direction de Marseille, et de Solliès-Pont (à 22 km) pour la direction de Nice.
L'aérodrome le plus proche est celui de Hyères-le-Palyvestre, à 40 km.

## Urbanisme

### Typologie
Au 1er janvier 2024, Signes est catégorisée commune rurale à habitat dispersé, selon la nouvelle grille communale de densité à sept niveaux définie par l'Insee en 2022.
Elle appartient à l'unité urbaine de Signes, une unité urbaine monocommunale constituant une ville isolée,. Par ailleurs la commune fait partie de l'aire d'attraction de Marseille - Aix-en-Provence, dont elle est une commune de la couronne,. Cette aire, qui regroupe 115 communes, est catégorisée dans les aires de 700 000 habitants ou plus (hors Paris),.

### Occupation des sols
Le tableau ci-dessous présente l'occupation des sols de la commune en 2018, telle qu'elle ressort de la base de données européenne d’occupation biophysique des sols Corine Land Cover (CLC).
| Type d’occupation                                                                   | Pourcentage | Superficie (en hectares) |
| ----------------------------------------------------------------------------------- | ----------- | ------------------------ |
| Tissu urbain discontinu                                                             | 1,5 %       | 200                      |
| Zones industrielles ou commerciales et installations publiques                      | 1,1 %       | 142                      |
| Extraction de matériaux                                                             | 0,7 %       | 94                       |
| Chantiers                                                                           | 0,2 %       | 25                       |
| Équipements sportifs et de loisirs                                                  | 0,05 %      | 7                        |
| Vignobles                                                                           | 0,9 %       | 115                      |
| Vergers et petits fruits                                                            | 0,3 %       | 34                       |
| Prairies et autres surfaces toujours en herbe                                       | 0,4 %       | 53                       |
| Systèmes culturaux et parcellaires complexes                                        | 3,9 %       | 524                      |
| Surfaces essentiellement agricoles interrompues par des espaces naturels importants | 0,4 %       | 134                      |
| Forêts de feuillus                                                                  | 50,2 %      | 6699                     |
| Forêts de conifères                                                                 | 4,7 %       | 626                      |
| Forêts mélangées                                                                    | 9,1 %       | 1217                     |
| Pelouses et pâturages naturels                                                      | 2,1 %       | 275                      |
| Végétation sclérophylle                                                             | 20,4 %      | 2723                     |
| Forêt et végétation arbustive en mutation                                           | 0,6 %       | 86                       |
| Roches nues                                                                         | 0,2 %       | 28                       |
| Végétation clairsemée                                                               | 0,7 %       | 354                      |
| Source : Corine Land Cover                                                          |             |                          |

L'occupation des sols montre une faible urbanisation du territoire ainsi qu'une nette prédominance de la forêt sur les terres agricoles. La forêt occupe 69,0 % de la surface communale et est constituée majoritairement de feuillus. La végétation arbustive et/ou herbacée occupe 23,1 % de la surface communale et est constituée surtout de plantes sclérophylles. Les terres agricoles n'occupent que 5,9 % de la surface communale.

## Histoire

### Préhistoire et Antiquité
Les vestiges de fréquentation du territoire signois sont très anciens : chevaux paléolithiques trouvés dans la grotte de Mounoï ; fréquentation humaine remontant au néolithique (poterie, foyers, etc.) dans cette même grotte de Mounoï ; sites datant de l’âge du bronze ou de l’âge du fer (divers oppidums, dont Château-Panier, la Vaucrette ; grotte gravée de la Bergerie des Maigres, etc.). Les vestiges romains sont aussi très nombreux (monument mouluré des Maulnes, tombes et villa à l'emplacement de l'actuel village, etc.).

### Moyen Âge
La première mention du village de Signa date de 984 (cartulaire de Saint-Victor à Marseille) dans une donation faite par Pons, évêque de Marseille et fils de Guillaume, vicomte de la même ville, aux moines de Saint-Victor. Trois villages existaient au Moyen Âge : Château-Vieux (Castrum Vetus), Signe-la-Blanche (Signa Blancqua) et Signes-Barrarenques (Signa de Barrarenquis). Le village fut une seigneurie des vicomtes de Marseille, de la famille de Signes, puis des évêques de Marseille du fait de Aymard Amiel qui acheta à Bertrand de Porcelet tout ce que ce dernier possédait à Signes. Les frères Geoffroy et Guigo de Signes rapportèrent de la Croisade des reliques de saint Jean Baptiste qui donnèrent au village et aux seigneurs de Signes un grand prestige au Moyen Âge. Sainte Delphine de Signes (Delphine de Sabran) aurait résidé dans le village, au no 28 de l'actuelle rue Louis-Lumière.
La mort de la reine Jeanne Ire ouvre une crise de succession à la tête du comté de Provence, les villes de l’Union d'Aix (1382-1387) soutenant Charles de Duras contre Louis Ier d'Anjou. La communauté de Signes avait choisi elle aussi le camp carliste, mais en 1383, le seigneur d’Ollioules et Évenos fait la conquête du village, qui se trouve de force dans le camp des Angevins.

### Temps modernes
Mgr Jean-Baptiste Cibo, évêque de Marseille, habitat Signes durant la plus grand partie de son épiscopat entre 1541 et 1550. Il est enterré dans l'église Saint Pierre de Signes.  
Durant la seconde partie du XVIe siècle, Signes abrita l'une des principales communauté protestante de Basse-Provence. Une église dressée dotée d'une consistoire et d'un pasteur. Un pacte fut passé entre catholiques et protestants pour se partager la gestion municipale.    
En 1590, le château fut occupé par les troupes du duc d’Épernon, il fut rasé ensuite par les habitants. En 1603, Frédéric Ragueneau, évêque de Marseille et seigneur de Signes, fut assassiné à coups de fusil dans sa résidence de la rue Saint-Jean (les habitants furent longtemps surnommés les « Estrangle évesque »).
En 1707, un bataillon de soldats austro-savoyards envoyé par le duc de Savoie essuya une cuisante défaite infligée par les habitants eux-mêmes qui firent alors preuve d'un courage « patriotique » remarquable[réf. incomplète].

### Période contemporaine
L'ancien terrain militaire de Chibron accueillit un camp d'internement sous le régime de Vichy où furent enfermés des prisonniers politiques de juin 1940 à février 1941. Des militants du groupe anarchiste d'Aimargues y sont : les frères Alfred, Élie, Joseph et Vaillant Deschamps, Georges Louche, Marcellin Mari, Paul Perrier et Joseph Chatellier. Et des militants communistes y sont également internés, tels le pédagogue Célestin Freinet, Fernand Brémond, maire de Marsillargues ou François Mercier, futur parlementaire. Le responsable des Jeunesses communistes et résistant Marcel Bertone s'en évade le 7 octobre 1940.
Signes fut ensuite un haut-lieu de la Résistance en Provence pendant l'occupation allemande, comme en témoignent les stèles, plaques et tombes se trouvant alentour :
- stèle de la ferme de la Limate rappelant les noms des neuf combattants du détachement Guy Môquet (1re compagnie FTPF de Provence) et d'un berger (qui se trouvait là par hasard) fusillés par les troupes allemandes le 2 janvier 1944 ;
- stèle du monument du Siou Blanc indiquant les noms des dix maquisards toulonnais fusillés le 6 juin 1944 ;

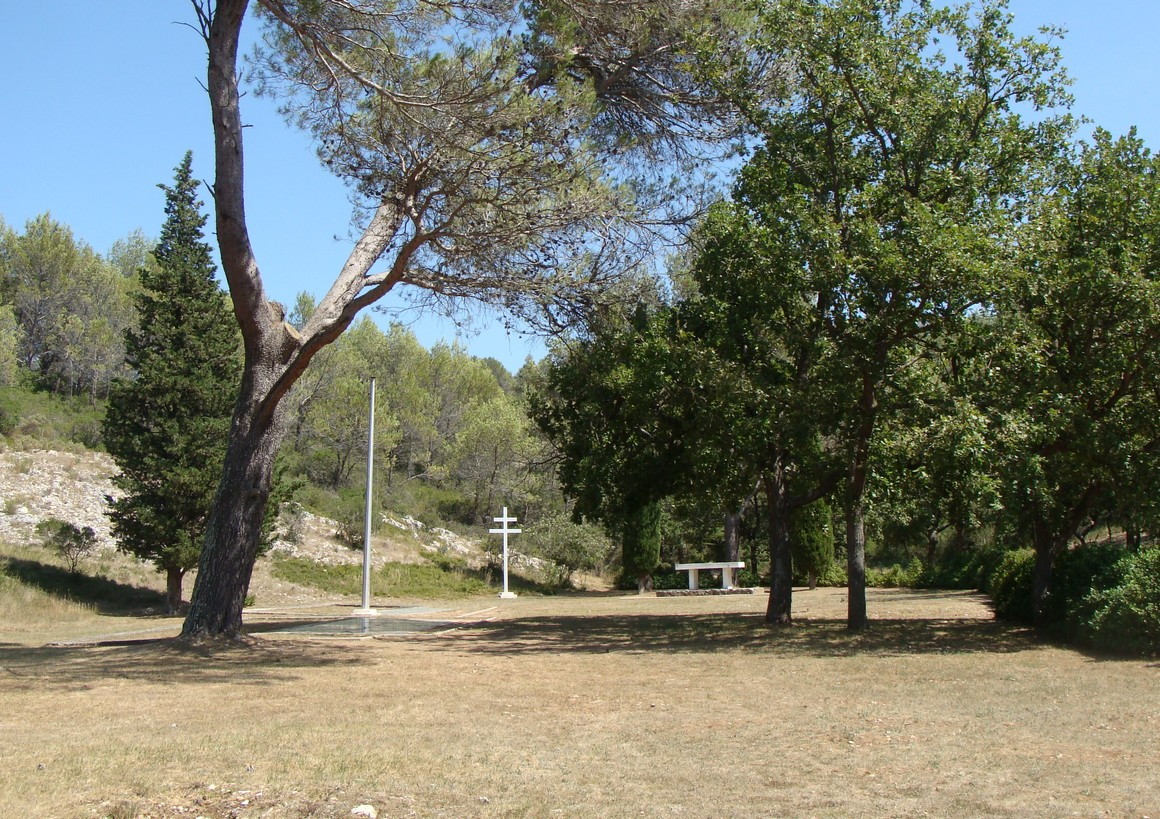
Le charnier de Signes.

- nécropole nationale[28] du Charnier de Signes, signalée sur la route par un monolithe revêtu d'une plaque commémorative sur laquelle on peut lire « Aux héros et martyrs de la Résistance, tombés pour la libération dans ce vallon en juillet-août 1944 ». La nécropole se trouve dans le Vallon des Martyrs à l'endroit où 38 résistants de Marseille, les membres du CDL des Basses-Alpes et du Var, la plupart responsables régionaux, furent fusillés par les troupes allemandes en 1944 (29 d'entre eux le 18 juillet, 9 autres le 12 août)[29]. Dans le vallon, on a érigé une croix de Lorraine et un autel sur lequel est apposée une plaque indiquant que sous l'autel « un coffre renferme les ossements des fusillés » ;
- le 13 août 1944, un bombardier américain de type B26 s'écrase dans les collines. Le pilote James N.Hipple tentant jusqu'au dernier moment de maîtriser l'appareil pour laisser le temps à ses camarades de sauter en parachute, meurt lors du crash. Des Signois, des gendarmes et un médecin cachent alors les membres de l'équipage[30].

Aujourd'hui, Signes est un bourg en pleine expansion démographique et économique. Une vaste « zone d'entreprise » a été créée aux abords du circuit Paul-Ricard, mais sur le territoire de la commune (voir chapitre #Économie).
Le 5 août 2019, Jean-Mathieu Michel, maire de la commune depuis 1983, surprend deux employés du bâtiment en train de décharger illégalement des gravats. Il leur demande de les recharger dans leur camion, ce qu'ils font. Mais quand le maire leur demande d'attendre la police municipale afin d'être verbalisés, le conducteur fait une manœuvre et percute ce dernier, qui mourra peu après,. L'affaire est médiatisée nationalement et fait réagir jusque dans les plus hautes sphères de l’État. Les drapeaux français de 134 communes du Var sont mis en berne. Le président de la république, Emmanuel Macron, a salué « le dévouement inlassable de cet élu qui servait sa commune et ses habitants depuis plus de 40 ans et dont le dernier geste même traduisait le souci de son territoire et son implication à y faire respecter la loi pour le bien de tous » et a adressé « un courrier à la famille pour lui témoigner ses sincères condoléances ». Le ministre de l'intérieur Christophe Castaner promet que « toute la vérité sera faite sur cet événement tragique ». Et le Président du Sénat, Gérard Larcher, se dit révolté. La commission des lois du Sénat lance une consultation des maires sur les violences auxquelles ils peuvent faire face. Le 7 août, le parquet de Toulon ouvre une procédure pour homicide involontaire contre le conducteur, puisque l'absence de délit de fuite et l'audition des témoins laissent penser à un accident ; aucune charge n'est retenue contre le passager. Les obsèques ont lieu en l'église Saint-Pierre de Signes le 9 août suivant, cérémonie à l'issue de laquelle Jacqueline Gourault lui décerne la Légion d'honneur à titre posthume.

## Héraldique
|  | Les armoiries de Signes se blasonnent ainsi : De gueules au cygne d'argent. Armes parlantes. |

## Politique et administration

### Liste des maires
Les registres de délibérations municipales de Signes, conservés aux archives départementales du Var, sont parmi les plus anciens de France. Ils datent de 1420. Les registres d'état civil sont eux aussi parmi les plus anciens que l'on connaisse, datés de bien avant l'ordonnance de Villers-Cotterêts (1539), puisqu'ils commencent en 1500.

### Élections municipales de 2020
Le premier tour des élections municipales s'est tenu le 15 mars 2020. Compte tenu de la taille de la commune (entre 2500 et 3500 habitants), 23 postes de conseillers municipaux étaient à pourvoir, le scrutin se faisant par liste entière (on ne peut faire ni adjonction, ni suppression, ni modification de l'ordre de présentation des candidats). Pour la commune de Signes, trois listes étaient en présence :
- AVENIR ET TRADITIONS, tête de liste Alain Reichardt (maire sortant)
- SIGNES À VENIR, tête de liste Hélène Verduyn
- UNION POUR SIGNES, tête de liste Jean-Marc Menichini

Résultats :
- Inscrits : 2619
- Votants : 1485, soit 56,7% des inscrits (contre 71,96 % en 2014)
- Exrpimés : 1470

Ont obtenu :
- Liste Verduyn : 634 voix, soit 43,24% des suffrages exprimés
- Liste Reichardt : 559 voix, soit 38,13%
- Liste Menichini : 273 voix, soit 18,62%.

Aucune liste n'ayant obtenu la majorité des voix, il devait être procédé à un second tour. L'épidémie de Covid-19 a provoqué le report de ce second tour, initialement prévu le 22 mars, et finalement organisé le 28 juin.
Au second tour, les trois listes du premier tour, ayant toutes trois obtenu plus de 10% des voix, se sont maintenues.
Résultats :
- Inscrits : 2625
- Votants : 1608, soit 61.26% des inscrits, en hausse de 4,5 points par rapport au premier tour
- Exprimés : 1599

Ont obtenu :
- Liste Verduyn : 822 voix, soit 51.56% des suffrages exprimés
- Liste Reichardt : 615 voix, soit 38.58%
- Liste Menichini : 157 voix, soit 9.84%.

La liste Verduyn, arrivée en tête, obtient la moitié des sièges (ici 12), le reste (soit 11 sièges) étant réparti à la proportionnelle entre les trois listes. Ce qui donne : 18 élus sur la liste Verduyn, 4 sur la liste Reichardt, et 1 sur la liste Menichini.
Madame Hélène Verduyn a été élue maire.

### Politique environnementale
La commune fait partie du nouveau parc naturel régional de la Sainte-Baume, créé par décret du 20 décembre 2017.
Signes dispose de deux stations d'épuration :
- l'une, pour le village, d'une capacité de 3 000 équivalent-habitants[44],
- l'autre pour le parc d'activités, d'une capacité de 4 000 équivalent-habitants[45].

## Population et société

### Démographie

#### Évolution démographique
L'évolution du nombre d'habitants est connue à travers les recensements de la population effectués dans la commune depuis 1793. Pour les communes de moins de 10 000 habitants, une enquête de recensement portant sur toute la population est réalisée tous les cinq ans, les populations de référence des années intermédiaires étant quant à elles estimées par interpolation ou extrapolation. Pour la commune, le premier recensement exhaustif entrant dans le cadre du nouveau dispositif a été réalisé en 2006.

En 2022, la commune comptait 3 126 habitants, en évolution de +11,48 % par rapport à 2016 (Var : +4,98 %, France hors Mayotte : +2,11 %).
| 1793  | 1800  | 1806  | 1821  | 1831  | 1836  | 1841  | 1846  | 1851  |
| ----- | ----- | ----- | ----- | ----- | ----- | ----- | ----- | ----- |
| 2 400 | 2 353 | 2 143 | 2 282 | 2 182 | 2 029 | 1 961 | 1 843 | 1 851 |

| 1856  | 1861  | 1866  | 1872  | 1876  | 1881  | 1886  | 1891  | 1896  |
| ----- | ----- | ----- | ----- | ----- | ----- | ----- | ----- | ----- |
| 1 809 | 1 789 | 1 743 | 1 690 | 1 638 | 1 517 | 1 353 | 1 239 | 1 264 |

| 1901  | 1906  | 1911  | 1921  | 1926  | 1931  | 1936  | 1946 | 1954 |
| ----- | ----- | ----- | ----- | ----- | ----- | ----- | ---- | ---- |
| 1 213 | 1 119 | 1 214 | 1 144 | 1 248 | 1 217 | 1 397 | 845  | 637  |

| 1962 | 1968 | 1975 | 1982  | 1990  | 1999  | 2006  | 2011  | 2016  |
| ---- | ---- | ---- | ----- | ----- | ----- | ----- | ----- | ----- |
| 519  | 656  | 922  | 1 078 | 1 340 | 2 045 | 2 688 | 2 756 | 2 804 |

| 2021  | 2022  | - | - | - | - | - | - | - |
| ----- | ----- | - | - | - | - | - | - | - |
| 3 059 | 3 126 | - | - | - | - | - | - | - |

### Enseignement
Établissements d'enseignements :
- Écoles maternelles et primaires,
- Collèges à Le Beausset, Le Castellet, Garéoult,
- Lycées à La Seyne-sur-Mer, Ollioules, Cuers, Toulon.

### Santé
Professionnels et établissements de santé :
- Médecins, cabinet d’infirmiers, kinésithérapeute, dentiste[51],
- Pharmacie[52].
- Clinea centre de soins au Revest-les-Eaux[53].

### Cultes
Culte catholique, l’église Saint-Pierre, paroisse de Belgentier, diocèse de Fréjus-Toulon.

## Économie

### Industrie
La commune abrite une importante zone d'activité développée par la Chambre de commerce et d'industrie du Var : le Parc d’Activités du Plateau de Signes, situé à l'ouest de la commune, à proximité immédiate du Circuit du Castellet.
De grandes entreprises y sont installées : Coca-Cola, Oreca (haute technologie mécanique), American Vintage (textile),... et le Parc est en cours de développement.
Une source captée à Beaupré, sur la route de Méounes, produit une eau commercialisée depuis 1998 par la Société d'Exploitation des Sources de Signes (groupe Ogeu) sous le nom de marque « Beaupré ».
La confiserie Fouque, entreprise artisanale installée au village depuis 1864, fabrique et commercialise de mi-septembre au 24 décembre une gamme de nougats provençaux (blanc et noir) qu'elle expédie en France et à l'étranger.

### Agriculture-sylviculture
- Coopérative vinicole Union des Baies du Soleil[58].

### Activités de services
- Commerces et services de proximité: boulangeries, boucherie, épicerie, supérette, marché (hebdomadaire), bars et restaurants, hôtels, gîtes, garage, station-service, taxi,...
- Santé : médecins, infirmiers, pharmacie,...
- Culture et loisirs : médiathèque, salle des fêtes municipale[59].

## Lieux et monuments
L'église paroissiale Saint-Pierre romano-gothique date du XIIIe, avec des vestiges du XIe siècle (monument historique), elle a été reconstruite au XVIIe siècle (gothique provençal) : elle est composée de trois nefs à voûtes gothiques, d'un robuste clocher à bossages et gargouilles. À remarquer : de belles boiseries du chœur, des tableaux des XVIIe-XVIIIe siècles (l'un d'entre eux pourrait être attribué à Parrocel), de belles orgues.
Au centre du village, rue Frédéric-Mistral, s'élève la chapelle médiévale Saint-Jean-Baptiste, construite pour abriter les reliques du saint rapportées de la première croisade. On y trouve de nombreux et pittoresques ex-votos, des objets de culte ou curieux (un fusil miraculeusement explosé, des enseignes de processions...). La cloche de la chapelle, datant de 1761, est classée monument historique au titre d'objet.
La place du marché est dominée par la tour de l'horloge, un campanile datant de 1444 avec de belles ferronneries. On trouve aussi sur cette place une fontaine datant de 1536 (monument historique) censée protéger des sorcières (bassin octogonal, colonne centrale, sculptures symboliques...). C'est également dans une maison bordant cette place que le matériel cinématographique des frères Auguste et Louis Lumière fut caché lors de la Seconde Guerre mondiale. La cloche, qui date de 1549, est classée au titre d'objet.
Dans le village, on trouve des rues anciennes : rue Droite (l'ancienne rue des Juifs), rue Rompicul, rue des Fours, rue du Portail, traverse du Tombadou avec porches, passages voûtés...
Sur la place Saint-Jean, à côté d'une fontaine circulaire, s'élève un énorme platane datant de 1767,.

Monuments de Signes
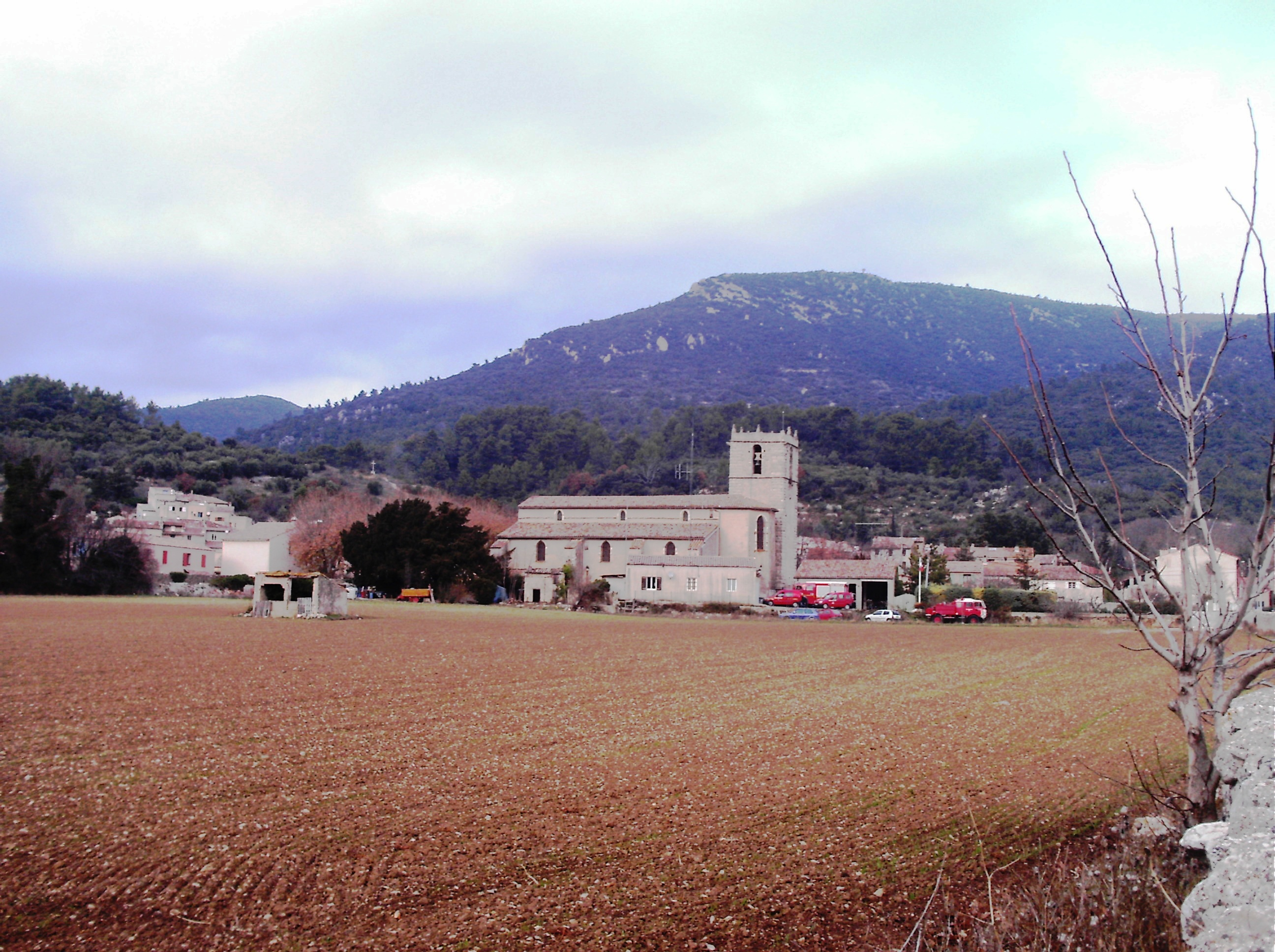
Église Saint-Pierre et village vus du sud, avec derrière le massif d'Agnis.
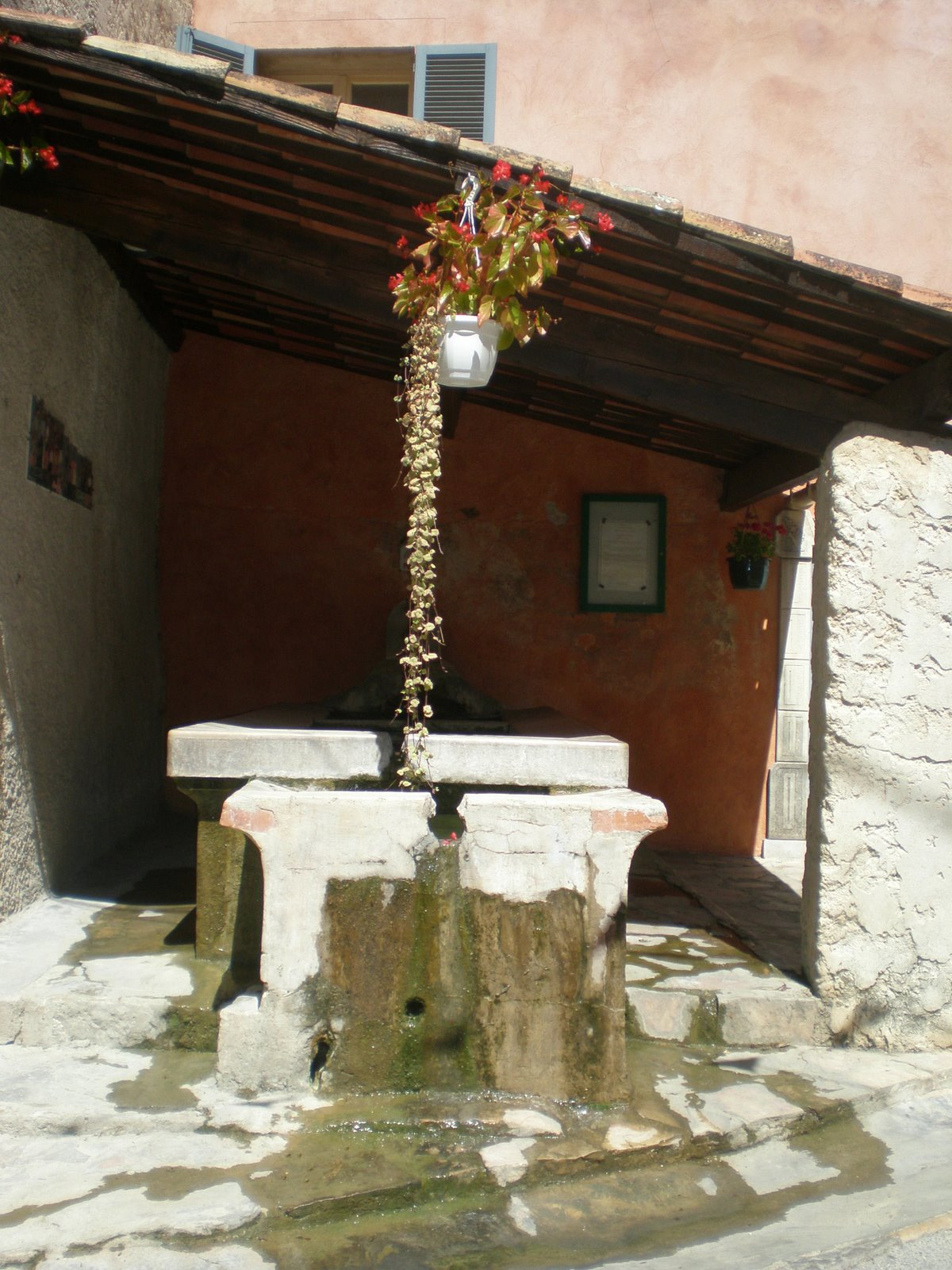
Un des lavoirs de Signes.
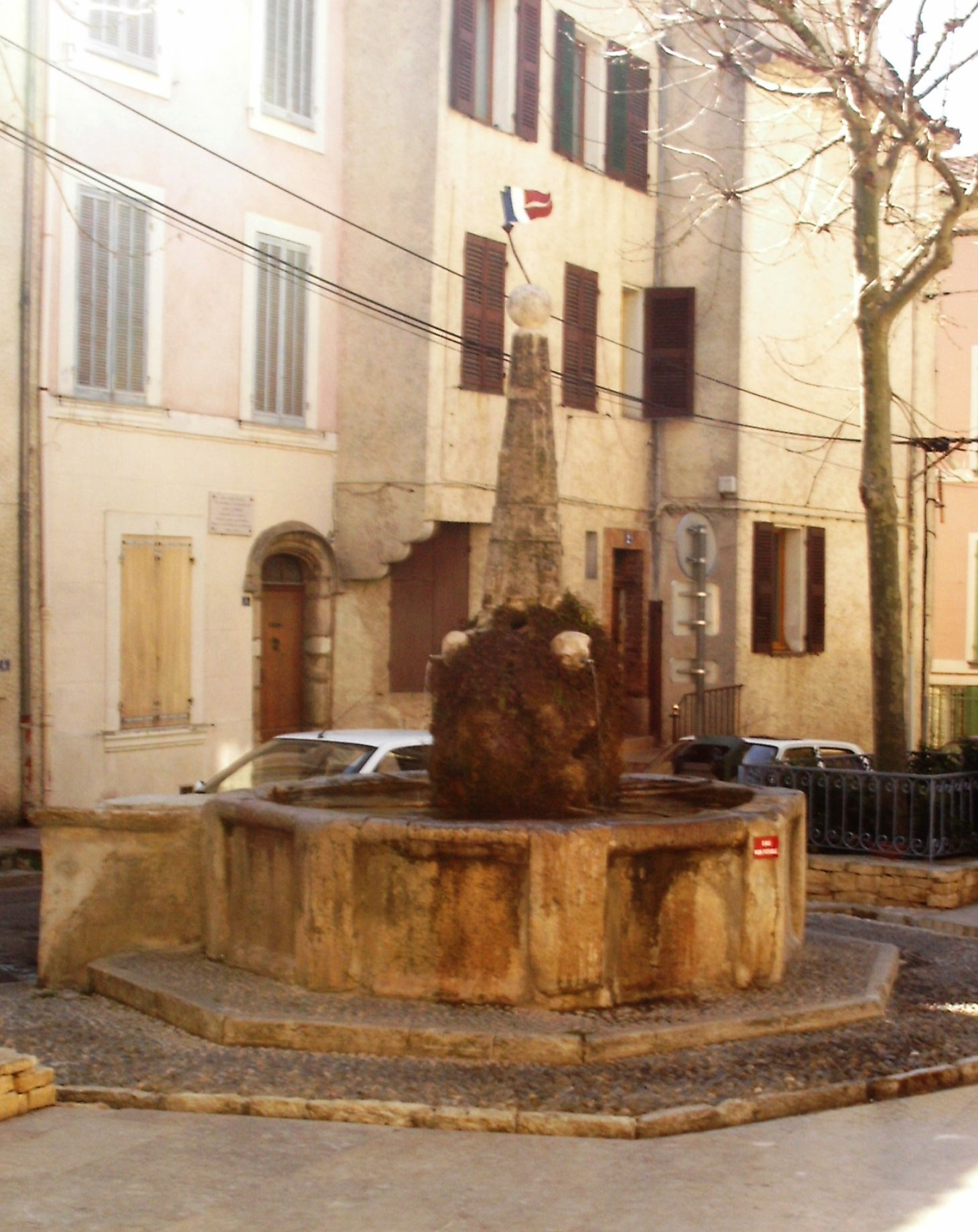
Fontaine de 1555 et « Maison des frères Lumière ».
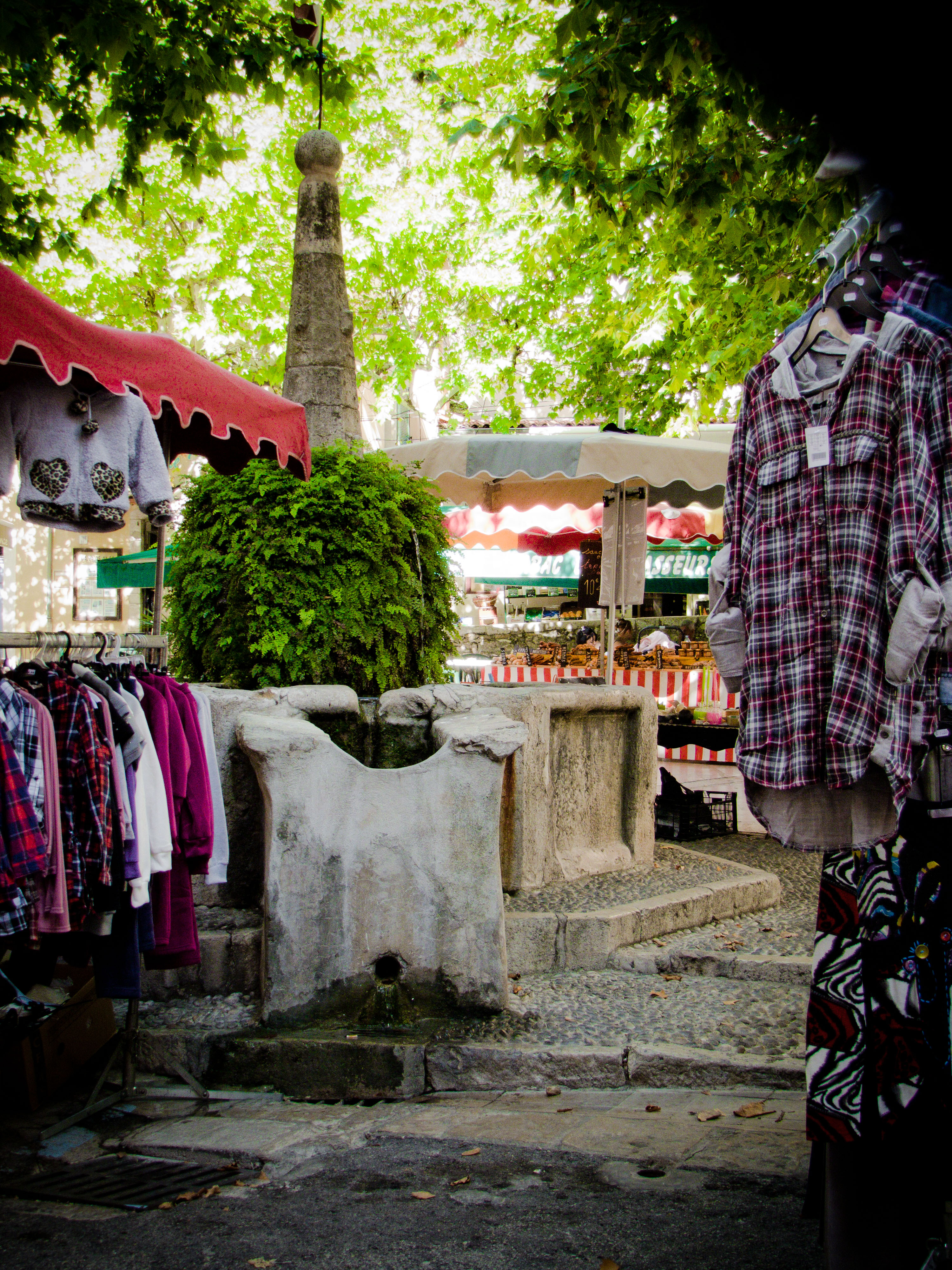
La fontaine de la place du marché.

Autour du village :
- de nombreux oratoires jalonnent les chemins autour de Signes, dont certains seraient du XVIIe siècle[66] ;
- de vieux moulins sur le Raby sur le Latay et le Gapeau ;
- le château de la Lauzière (XVIIIe siècle)[67], sur la rive gauche du Latay, avec une petite chapelle à clocheton ;
- le charnier des résistants à Mounoï (1944)[68] ;
- le circuit Paul-Ricard dont l'enceinte empiète sur le territoire communal ; une des courbes porte le nom du village.
- La grotte du Vieux Mounoï[69]
- L'Hôpital dont la première mention date de 1261.
- La chapelle Notre-Dame-de-l'Annonciation, dite la Proche, chemin Saint-Clair.
- la chapelle Saint-Clair[70], au sud du village.

Sur la colline de Châteauvieux, on trouve des traces d'un château et de l'ancien village (datant du XIIe siècle) avec la chapelle Notre-Dame-l'Éloignée (XIIIe siècle).
De nombreux sites naturels méritent une visite : la vallée du Raby et sa cascade, la vallée du Latay et le Pont du Diable, la vallée du Gapeau, divers gouffres et avens, le sommet de la Sainte Baume,...).

## Personnalités liées à la commune
- Delphine de Sabran, née « de Signes ».
- Le grand voyageur, diplomate, négociant et herboriste Jean Billon de Cancerille (règne de Louis XIV) qui partit à la fin du XVIIe siècle puis au début du XVIIIe siècle en Perse, et peut-être jusqu'au Tibet.
- Paul Ricard (1909-1997), à l'origine du célèbre pastis et du non moins célèbre circuit, amoureux du village, maire de la commune de 1972 à 1980, mort à Signes.
- Jean-Mathieu Michel (1943-2019) maire de Signes, « renversé » par le conducteur du fourgon qui déposait illégalement des gravats sur le bord de la route.
- Signes est le lieu de naissance de quatre grands militaires :
  - le baron Jean Baptiste Joseph Sourd, né en 1775 dans le village, officier de l'armée napoléonienne, décoré par l'Empereur, fait plus tard commandeur de la Légion d'honneur, mort à Paris en 1849 ;
  - le général d'Espinassy de Fontanelle ;
  - le général d'Espinassy ;
  - le général d'Espinassy de Venel.